# Billie Jenkins
Billie Jenkins è un personaggio del telefilm Streghe. È interpretata dall'attrice Kaley Cuoco.

## Biografia
Billie è nata a San Francisco da Helen e Carl Jenkins nel 1986. Ha una sorella maggiore, Christy Jenkins, scomparsa nella notte di Halloween quando era piccola. Ha ottenuto i poteri da strega dalla nonna, perché la madre non li possedeva, perché la gerarchia dei poteri nella sua famiglia si allarga saltando una generazione.
Appare nell'ottava stagione del telefilm, nel primo episodio. Billie, dopo aver scoperto di avere dei poteri, ha incominciato a studiare il mondo magico e a cacciare, da sola, i demoni, indossando vestiti in pelle, parrucca e occhiali. Le Halliwell scoprono l'esistenza di Billie quando la ragazza elimina dei demoni nella loro casa. Paige, sotto false spoglie, la incontra nuovamente scoprendo che è la sua nuova protetta. Dopo essere stata intrappolata in una realtà parallela, ed essere stata salvata dalle Halliwell, capendo così che le Halliwell sono ancora vive, chiede loro di mostrarle tutti i trucchi della magia e di diventare la loro apprendista. Comincia quindi ad aiutare le Prescelte a eliminare con loro i demoni, permettendo alle tre sorelle di mantenere in piedi la loro copertura.
Durante una serata di caccia Billie trova il demone che aveva rapito sua sorella nella notte di Halloween. Da allora comincia a cercare sua sorella Christy, fino a trovarla utilizzando il suo secondo e nuovo potere. Le Halliwell ospitano Christy a casa loro, che era stata cresciuta fino a quel momento tra i demoni, e Billie le mostra i trucchi del mestiere imparati fino a quel momento. Christy però collabora con i demoni della Triade, e riesce a convincere Billie che le sorelle Halliwell sono diventate malvagie, egoiste e menefreghiste.
Ma Billie, che durante la convivenza con le Halliwell si è affezionata a loro, non sposa l'idea della sorella; Christy, quindi, aiutata da un demone, fa un incantesimo alle Halliwell, dimostrando che Piper, Phoebe e Paige sono malvagie. Billie e Christy, alleatesi, invocano il Vuoto, dando il via alla battaglia finale contro il Potere del Trio, che finisce con la morte di Christy, Phoebe e Paige.
Billie, pentita, usa il suo potere per tornare indietro nel tempo, in contemporanea con Piper, ferma la battaglia e cerca di persuadere la sorella di smetterla di cercare di eliminare le Halliwell, spiegandole che la Triade l'aveva condizionata fin dal suo rapimento; la sorella le risponde che lo sapeva e allora Billie decide di ritornare dal lato del Bene e aiutare il Potere del Trio. Christy, adirata con la sorella, che considera una traditrice, le scaglia contro un'enorme sfera di fuoco ma Billie gliela rigetta contro per legittima difesa, disintegrandola. Tenterà di tornare nuovamente indietro nel tempo, ma capirà che è inutile poiché la sorella ormai era corrotta dal Male.
Continuerà a frequentare casa Halliwell, facendo anche da babysitter ai figli delle tre sorelle.

## Poteri e abilità
Billie può lanciare incantesimi per manipolare la realtà, creare pozioni usate di solito per sconfiggere i demoni e usare la divinazione per localizzare oggetti e persone, combina quest'ultima capacità con la tecnologia per facilitarsi il compito di salvare gli innocenti e uccidere i demoni.
Billie ha il potere della Telecinesi, che le permette di spostare gli oggetti con la forza della mente con un semplice gesto della mano o strizzando gli occhi. Questo è lo stesso potere di Prue Halliwell, ma è molto più sviluppato; l'unico difetto è che funziona raramente su più oggetti e bersagli.
Il suo secondo potere è quello della Proiezione, un potere molto raro e desiderato da molti. Questo potere presenta molte varianti: il potere ha lo stesso effetto degli incantesimi quando si pronunciano delle parole con un significato profondo (in questo modo aveva succhiato la vita da una pianta e ha trasformato per errore i suoi genitori in sicari): concentrandosi su una persona o su un momento, riesce a proiettarsi nel passato e nel futuro per cambiare gli eventi; concentrandosi su ciò che desidera riesce ad aumentare o diminuire un potere già esistente, anche il proprio o quello di chi le sta vicino; questo potere le permette di sviluppare molti altri poteri come la Proiezione Astrale.